# بیژن ارژن
بیژن ارژَن (زادهٔ ۵ آذر ۱۳۴۸) شاعر و ترانه‌سرای کُرد اهل ایران است که به دو زبان کُردی و فارسی شعر و داستان می‌نویسد. او نخستین بار شیوه‌ای نو در غزل‌سرایی با عنوان «فَراغَزَل» ارائه داد. از وی به عنوان یکی از مشهورترین شاعران رباعی‌سرای حال حاضر ایران یاد می‌شود.

## زندگی‌نامه
بیژن دایی‌چی معروف به بیژن ارژن، ۵ آذر ۱۳۴۸ در کرمانشاه متولد شد. او در کودکی، تا ۳ سالگی در شهرستان سراب و مدتی نیز در شهرستان سرپل ذهاب زندگی کرد و از سال ۱۳۵۵ تا ۱۳۸۵ ساکن کرمانشاه بود. وی در سال ۱۳۸۵ به عضویت شورای شعر و موسیقی صدا و سیما درآمد و ساکن تهران شد.
نخستین تجربیات بیژن ارژن در حیطهٔ شعر و ادبیات، به زمانی بازمی‌گردد که او دانش آموز سال دوم دورهٔ راهنمایی بود. پس از آن به‌واسطهٔ سید حسن حسینی، یکی از نخستین آثار او که مجموعه‌ای از چند رباعی بود، توسط قیصر امین‌پور در مجلهٔ سروش به چاپ رسید. اولین کتاب او، یک دفتر رباعی به نام پیراهنی از آه برایت دارم است که در سال ۱۳۷۴ توسط انتشارات باغ ابریشم به چاپ رسیده‌است.
وی از برگزیدگان سومین جشنواره شعر فجر بوده‌است. از بیژن ارژن به عنوان یکی از مشهورترین شاعران رباعی (چارانه) سرایِ حال حاضر ایران یاد می‌شود. او در برنامهٔ «چشم شب روشن» شبکه ۴، در مورد ورود به ترانه‌سرایی گفت: «از غم نان سراغ ترانه رفتم» وی در گفتگویی در مورد شعر مداحی گفته‌است: «هیچ بعید نیست که در سال‌های آینده شاهد موسیقی زیرزمینی در مداحی‌ها باشیم.»
۷ شهریور ۱۳۹۵، از بیژن ارژن به پاس یک عمر فعالیت ادبی و هنری تجلیل شد. در این مراسم شاعرانی همچون: یوسفعلی میرشکاک، مصطفی علی‌پور، کیومرث عباسی قصری، میلاد عرفان پور و … به ابعاد فنی شعرهای ارژن پرداختند.

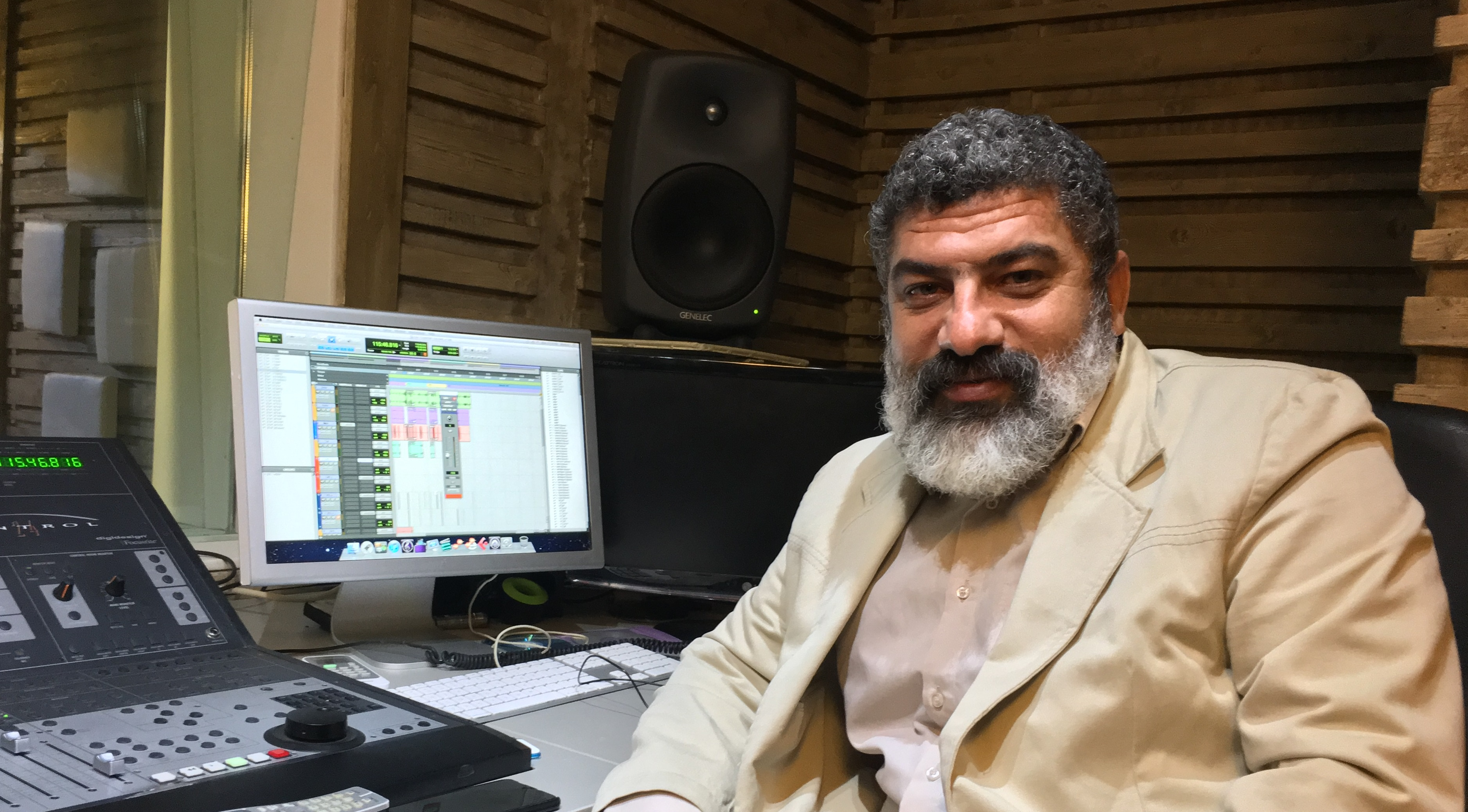
بیژن ارژن، استودیو مدرن تهران. مهر ۱۳۹۶

## فعالیت‌های ادبی و هنری
از جمله فعالیت‌های بیژن ارژن، به موارد زیر می‌توان اشاره نمود:
کارگاه‌های آموزشی شعر در شهرهای مختلف، عضویت در شورای علمی و هیئت داوران جشنوارهٔ شعر فجر و عضویت در هیئت داوران جشنوارهٔ شعر جوان و برخی جشنواره‌های دیگر
آثار او در حیطهٔ تصنیف و ترانه‌سرایی توسط خوانندگانی نظیر: حسام الدین سراج، سالار عقیلی، علیرضا افتخاری، حجت اشرف‌زاده، حمید حامی، مسعود خادم، امیر تاجیک، احسان خواجه‌امیری، وحید تاج، بهمن کاظمی، جمال‌الدین منبری، جمشید عزیزخانی، نادر اسماعیل‌زاده، مهدیه محمدخانی و… اجرا و ضبط شده‌است.

## فراغزل
بیژن ارژن در نخستین کنگرهٔ غزل معاصر که در سال ۱۳۷۸ در رشت برگزار شد، شیوه‌ای نو در غزل‌سرایی، با عنوان «فراغزل» ارائه داد. شیوهٔ نوشتن فراغزل به شیوهٔ شعر نیمایی شباهت دارد با این تفاوت که قالب نیمایی با بلند و کوتاه شدن افاعیل عروضی ساخته می‌شود اما فراغزل با کوتاه و بلند شدن جمله‌ها نوشته می‌شود. همچنین در این شیوه وزن و قافیهٔ شعر از بین نمی‌رود.

## آثار مکتوب
- پیراهنی از آه برایت دارم (دفتر رباعی)، انتشارات باغ ابریشم کرمانشاه، ۱۳۷۷[۵۸]
- رنگ انار (مجموعه‌ای از رباعی، غزل و فراغزل)، انتشارات مؤسسه فرهنگی هنری مهرتابان تهران، ۱۳۸۲[۵۹]
- بی‌هم شدگان (مجموعه رباعی)، انتشارات هزاره ققنوس، مؤسسه مطالعات اجتماعی ماه نوشته، ۱۳۸۴[۶۰]
- چهل کلید (گزیده اشعار، رباعی و غزل)، انتشارات تکا، ۱۳۸۷[۶۱]
- چارانه‌های بیژن ارژن، انتشارات کتاب نشر، ۱۳۹۲[۶۲][۶۳]
- ساعت چند است دارد دیر می‌شود، (رمان)، به زبان فارسی و کردی، انتشارات دیباچه، ۱۳۹۹[۶۴][۶۵]

### به کُردی
- ارژن، ب‍ی‍ژن، سات چه‌نه؟ دیری دیر بوو، کرمانشاه: دیباچه‏‫، ۱۳۹۹[۶۶]
- ارژن‌، ب‍ی‍ژن‌، شیرین‌خه‌و: وه زوان بیژه‌ن ئه‌رژه‌ن، کرمانشاه: دیباچه‏‫، ۱۳۹۹.

## نمونه اشعار
از ابیات سروده شده توسط بیژن ارژن، به موارد زیر می‌توان اشاره نمود:
۱: «قطره قطره شد آب آدم‌برفی»

«شد آب در آفتاب آدم‌برفی»

«آب از سر او گذشت اما هرگز»

«بیدار نشد ز خواب آدم‌برفی !»
۲: «هر لحظه دم از نفاق با هم بزنند»

«یا حرفی از این سیاق با هم بزنند»

«یک بار نشد عقربه‌های ساعت»

«یک دور به اتفاق با هم بزنند»
۳: «دنیا در دست خواب گردان‌ها بود»

«صحرا، مسخ سراب گردان‌ها بود»

«مشتی تخمه، دهانشان را بسته»

«این قصهٔ آفتاب گردان‌ها بود»
۴: «پشت سخنت شنیده‌ای پنهان است»

«مروارید سپیده‌ای پنهان است»

«هرچند دو بیت بیشتر نتوانم»

«در هر بیتی قصیده‌ای پنهان است»
۵: «بی هم شدگانیم که پیدا هستیم»

«پنهان شدگان خواب و رؤیا هستیم»

«در دنیای چقدرها از هم دور»

«آدم‌های چه قدر تنها هستیم»
۶: شعر تصنیف سریال تلویزیونی قاب‌های خالی (۱۳۸۷):

«من و قاب خالی از تو که ز غم شکسته ست»

«حسرت دیدن رویت به دلم نشسته ست»

«قصه سفر را نوشتی به دست روزگاران»

«به شبان هجرت نشستم در رهگذار باران»

«بنگر که خسته ام»

«که نی شکسته‌ام»

«دور از نیزاران، در باغ باران، از داغ یاران ناله کنم»

«چه بگویم از سفر، تو بیا و درگذر»

«آواری از مه، دارم بر سینه، همچون آیینه بی سخنم»

«ندارد این قصه عشق نه آغازی نه پایانی»

«مپرس از من کی برود از این خاطر پریشانی»

«من و عشق و شورِ شیدایی»
 «من و داغِ ناشکیبایی»
 «به یادت طی شود روز و شب من»